# Exeliopsis ansorgei
Exeliopsis ansorgei là một loài bướm đêm trong họ Geometridae.